# Antigona Miftari
Antigona Miftari (Kosovo, 5 de maio de 1995) é uma jogadora de futebol do Kosovo, que atua na posição de zagueira. Ela jogou pela seleção nacional feminina do Kosovo.

## Carreira
Miftari foi selecionada pela seleção nacional de futebol do Kosovo durante o ciclo de qualificação para a Copa do Mundo Feminina da FIFA 2019.
Atualmente Miftari joga pelo Hajvalia, time da segunda divisão do Kosovo.